# Przemysław Zadura
Przemysław Zadura (ur. 26 kwietnia 1988 w Opolu) – polski piłkarz ręczny, rozgrywający, od 2016 zawodnik Gwardii Opole.

## Kariera sportowa
Wychowanek OSiR-u Komprachcice. Następnie gracz Zagłębia Lubin, w barwach którego zadebiutował w sezonie 2008/2009 w Ekstraklasie i Pucharze EHF (rzucił w nim cztery bramki). W latach 2009–2013 występował w pierwszoligowych: ASPR Zawadzkie, Gwardii Opole i Śląsku Wrocław. W sezonie 2012/2013, kiedy był zawodnikiem Śląska, rozegrał 26 meczów i zdobył 116 goli, zajmując 18. miejsce w klasyfikacji najlepszych strzelców I ligi.
W latach 2013–2016 był zawodnikiem MMTS-u Kwidzyn, w którym rywalizował o miejsce w składzie z Kamilem Sadowskim, a później z Markiem Szperą. W trakcie trzech sezonów rozegrał w Superlidze 80 meczów i zdobył 198 goli. W 2016 przeszedł do Gwardii Opole. W sezonie 2016/2017 rozegrał w lidze 28 meczów i rzucił 92 bramki. W sezonie 2017/2018 wystąpił w 28 ligowych spotkaniach, w których zdobył 110 goli, a ponadto zagrał w trzech meczach Pucharu EHF, w których rzucił cztery bramki. W sezonie 2018/2019 rozegrał w lidze 29 meczów i zdobył 88 goli, a w Pucharze EHF zanotował dwa występy, w których rzucił sześć bramek.
Występował w młodzieżowej reprezentacji Polski, m.in. w październiku 2008 zagrał w turnieju Kępno Cup, a w marcu 2009 wystąpił w trzech meczach towarzyskich z Norwegią, w których zdobył cztery bramki. W barwach reprezentacji Polski B wystąpił w październiku 2014 w turnieju w Pleszewie.
Reprezentant Polski, do kadry po raz pierwszy powołany w 2013. W barwach narodowych zadebiutował 4 kwietnia 2014 w wygranym meczu z Białorusią (27:22).

## Statystyki
| Zagłębie Lubin                  | 2008/2009 | Ekstraklasa | 14 | 20  | 1,4 |
|                                 |           |             |    |     |     |
| ASPR Zawadzkie                  | 2009/2010 | I liga      | 10 | 33  | 3,3 |
|                                 |           |             |    |     |     |
| Gwardia Opole                   | 2010/2011 | I liga      | 21 | 46  | 2,2 |
| Gwardia Opole                   | 2011/2012 | I liga      | 22 | 82  | 3,7 |
| Gwardia Opole                   | Razem     | Razem       | 43 | 128 | 3   |
| Śląsk Wrocław                   | 2012/2013 | I liga      | 26 | 116 | 4,5 |
|                                 |           |             |    |     |     |
| MMTS Kwidzyn                    | 2013/2014 | Superliga   | 21 | 46  | 2,2 |
| MMTS Kwidzyn                    | 2014/2015 | Superliga   | 28 | 90  | 3,2 |
| MMTS Kwidzyn                    | 2015/2016 | Superliga   | 31 | 62  | 2   |
| MMTS Kwidzyn                    | Razem     | Razem       | 80 | 198 | 2,5 |
| Gwardia Opole                   | 2016/2017 | Superliga   | 28 | 92  | 3,3 |
| Gwardia Opole                   | 2017/2018 | Superliga   | 28 | 110 | 3,9 |
| Gwardia Opole                   | 2018/2019 | Superliga   | 29 | 88  | 3   |
| Gwardia Opole                   | Razem     | Razem       | 85 | 290 | 3,4 |
| Stan na koniec sezonu 2018/2019 |           |             |    |     |     |